# Pachydota iodea
Pachydota iodea là một loài bướm đêm thuộc phân họ Arctiinae, họ Erebidae.